# Soisy-sur-Seine
Soisy-sur-Seine è un comune francese di 7 268 abitanti situato nel dipartimento dell'Essonne nella regione dell'Île-de-France.

## Società

### Evoluzione demografica
Abitanti censiti